# Rhipidoxylomyia perfecta
Rhipidoxylomyia perfecta är en tvåvingeart som beskrevs av Boris Mamaev 1998. Rhipidoxylomyia perfecta ingår i släktet Rhipidoxylomyia och familjen gallmyggor. Inga underarter finns listade i Catalogue of Life.